# Chris Wong
Christopher Chris Wong (* 22. April 1995) ist ein ehemaliger australischer Eishockeyspieler, der zwischen 2011 und 2019 bei Melbourne Ice in der Australian Ice Hockey League unter Vertrag stand. Im Südhalbkugelsommer war er zeitweise in Europa aktiv.

## Karriere
Chris Wong begann seine Karriere als Eishockeyspieler in der Nachwuchsabteilung des finnischen Klubs Järvenpään Haukat. Seit 2011 spielt er für Melbourne Ice in der Australian Ice Hockey League, in der er mit dem Klub gleich in seiner ersten Spielzeit und dann erneut 2012 und 2017 den Goodall Cup, die australische Meisterschaft, gewinnen konnte. 2011 gelang als Meister der regulären Saison auch der Erfolg bei der H Newman Reid Trophy. In den folgenden Südhalbkugelsommern spielte er teilweise auch wieder für finnische Juniorenteams. In Jahren, in denen er dies nicht tat, war er für Nachwuchsteams aus Melbourne in der Australian Junior Ice Hockey League auf dem Eis. Zuletzt war er neben seinen Einsätzen für Melbourne Ice in der Spielzeit 2016 für die Melbourne Jets in der unterklassigen Ice Hockey Victoria Premier aktiv und konnte diese mit der Mannschaft gewinnen. In der Saison 2017/18 spielte er im australischen Sommer beim Boro/Vetlanda HC in der Hockeytvåan, der vierthöchsten Spielklasse Schwedens.

### International
Für Australien nahm Wong im Juniorenbereich zunächst an der U18-Weltmeisterschaft der Division III 2011 teil und erreichte beim Turnier in Taipeh den Aufstieg in die Division II. In der Division II spielte er mit seiner Mannschaft dann bei den U-18-Weltmeisterschaften 2012 und 2013. Anschließend spielte er bei der U20-Junioren-Weltmeisterschaften der Division II 2014.
Im Herrenbereich stand er erstmals bei der Weltmeisterschaft der Division II 2017 im Aufgebot seines Landes und erzielte dabei beim 3:0 gegen Belgien einen Treffer. Auch bei den Weltmeisterschaften 2018 und 2019 spielte er in der Division II.

## Erfolge und Auszeichnungen
- 2011 Goodall-Cup-Gewinn und Gewinn der H Newman Reid Trophy  mit Melbourne Ice
- 2012 Goodall-Cup-Gewinn mit Melbourne Ice
- 2016 Gewinn der Ice Hockey Victoria Premier mit den Melbourne Jets
- 2017 Goodall-Cup-Gewinn mit Melbourne Ice

### International
- 2011 Aufstieg in die Division II bei der U18-Weltmeisterschaft der Division III, Gruppe A